# 카를슈타트암마인

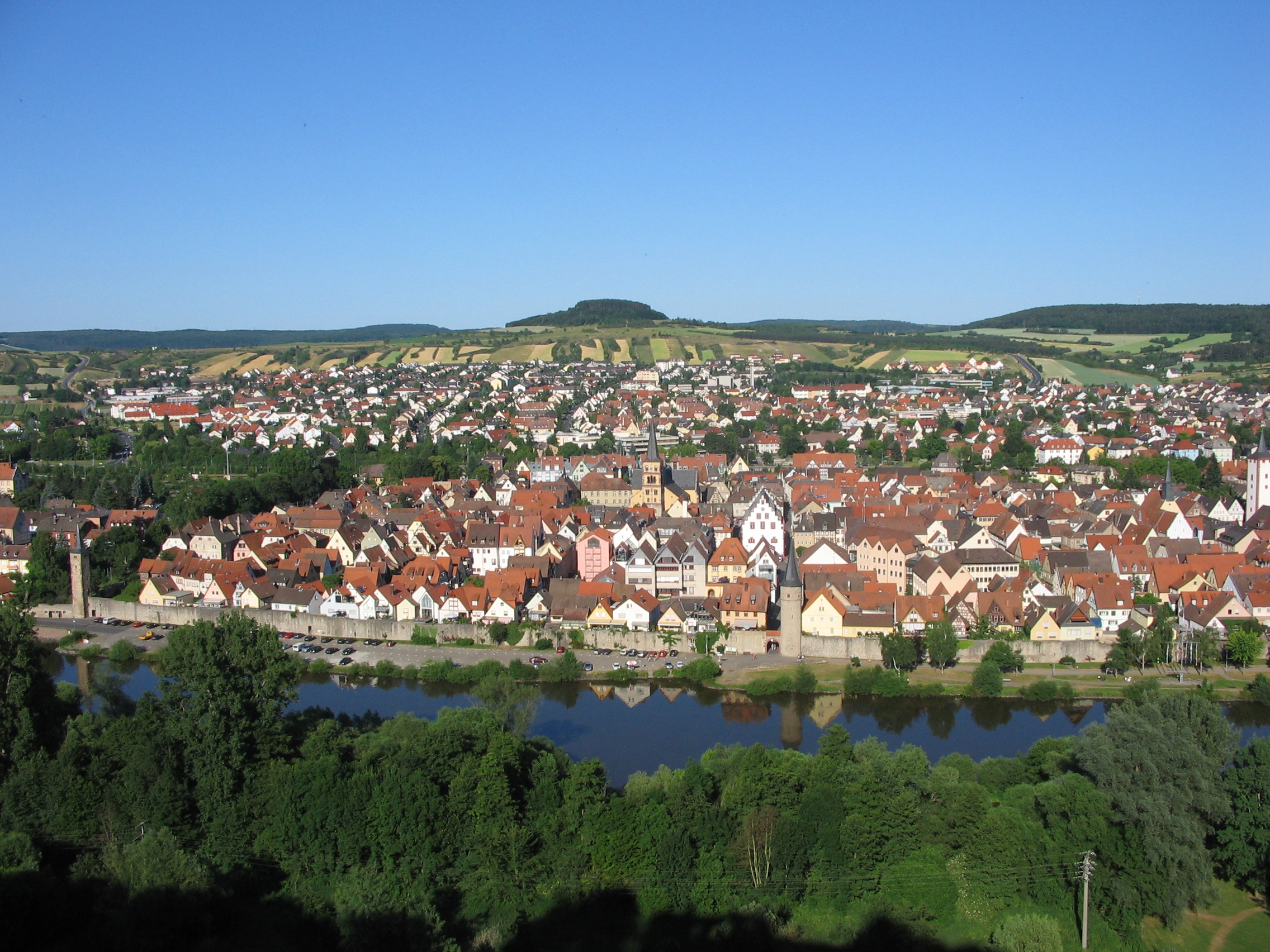
카를슈타트암마인 구 시가지

카를슈타트암마인(독일어: Karlstadt am Main)은 독일 바이에른주에 위치한 도시로 면적은 98.11km2, 높이는 163m, 인구는 14,885명(2015년 12월 31일 기준), 인구 밀도는 150명/km2이다. 마인강 우안과 접하며 뷔르츠부르크에서 북쪽으로 약 25km 정도 떨어진 곳에 위치한다. 행정 구역상으로는 운터프랑켄 현에 속한다.

시 문장

## 역사
6세기 말부터 13세기 중반 사이에 카를부르크(Karlburg) 마을이 형성되었으며 마인 강 서안에 수도원, 항구가 건립되었다. 1225년 문헌에 처음으로 등장했고 1244년에는 포도주 양조장이 설립되었다.
1304년에는 도시의 요새화 사업이 완성되었고 1339년에는 카를슈타트 교구가 설립되었다. 1525년에는 독일 농민전쟁으로 인해 파괴되기도 했지만 점차 재건되었다. 1805년에는 바이에른 왕국에 편입되었다.

## 출신 인물
- 안드레아스 카를슈타트: 종교 개혁가
- 요한 루돌프 글라우버: 화학자